# Droga krajowa nr 15 (Węgry)
Droga krajowa nr 15 (węg. 15-ös főút) – droga krajowa w północno-zachodnich Węgrzech, w komitacie Győr-Moson-Sopron. Długość trasy wynosi 19 km.

## Miejscowości leżące przy trasie 15
- Mosonmagyaróvár – skrzyżowanie z 1
- Bezenye
- Rajka – dawne przejście graniczne, połączenie ze słowacką drogą nr 2